# Elisa Gabbai
Elisa (Alisa) Gabbai (hebräisch עליזה גבאי; * 31. Dezember 1933 in Tel Aviv, britisches Mandatsgebiet Palästina; † 14. Dezember 2010 in Los Angeles) war eine israelische Sängerin, die durch einige Charterfolge in Deutschland bekannt wurde.

## Biografie und künstlerischer Werdegang
Elisa Gabbais Mutter war Opernsängerin. Ihr Vater starb schon sehr früh. Erste kleinere musikalische Erfolge hatte sie in ihrem Heimatland. 1962 erschien in Israel ihre erste LP mit 17 israelischen Volksliedern. 1965 kam die Sängerin in die Schweiz, wo sie ein Engagement in einem Nachtclub angenommen hatte. Dort hörte sie ein Berliner Musikverleger, der sie unter Vertrag nahm.
1966 hatte Elisa Gabbai mit dem Titel Winter in Canada (komponiert von Christian Bruhn, Text von Georg Buschor) einen großen Hit in Deutschland. Das Lied wurde 1974 von Mireille Mathieu gecovert, später auch noch von Gitte Hænning und Ingrid Peters.
Bei den Deutschen Schlager-Festspielen 1966 in Baden-Baden hatte sie einen weiteren Erfolg mit dem Titel Nur wenn du bei mir bist, der hinter Wencke Myhre den 2. Platz belegte. Neben einer dritten Chartplatzierung mit Was bin ich ohne dich, eigentlich die B-Seite von Vorbei sind die Tränen, konnte sie in Deutschland keine weiteren Hitnotierungen mehr verbuchen. 1967 erschien bei Hansa die LP My World Of Songs (mit Liedern u. a. in englischer, französischer, spanischer und neuhebräischer Sprache); der Journalist Henno Lohmeyer lobte auf der Coverrückseite: „Mit der Platte ‚My World Of Songs‘ verblüfft Elisa Gabbai ihre Verehrer, deren Zahl sich jetzt vervielfachen dürfte. Die erfolgreiche Schlagersängerin […] beweist, daß sie eine ernsthafte, ernst zu nehmende Folklore-Interpretin ist.“
Die Künstlerin wechselte 1967 vom Label Hansa zu Decca, doch der erhoffte Erfolg blieb aus. 1973 tauchte sie als Alisa Gabbai noch einmal in der ZDF-Hitparade mit dem bei Metronome erschienenen Titel Siehst du nicht, hörst du nicht auf, einer deutschen Version des Donna-Hightower-Hits This World Today’s A Mess.
Am 14. Juli 1975 wurde ihre Tochter Daphna in Deutschland geboren. 1978 zog die Familie nach New York. Dann wurde es still um die Sängerin, die sich aus der Öffentlichkeit zurückzog. Zuletzt wohnte sie in Los Angeles (USA), wo sie am 14. Dezember 2010 verstarb.

## Diskografie

### Alben
- 1967: My World Of Songs (Hansa)
- 1967: From Israel: The New Beat. Monitor Presents Elisa Gabbai (Monitor)

### Singles
- 1965: Winter in Canada / Nach Tahiti, Hawaii und Jamaica (Hansa)
- 1965: Winter in Canada / Bambus (B-Seite instrumental) (Amiga)
- 1966: Vorbei sind die Tränen (In un fiore) / Was bin ich ohne dich (Hansa)
- 1966: Nur wenn du bei mir bist / Die Liebe ist ein Lied  (Hansa)
- 1966: Zwei wie wir / Berge und Täler  (Hansa)
- 1967: Mama / Meine kleine Minka (Hansa)
- 1967: Canta En Espanol (EP; Belter)
- 1968: Tam-Tam-Tambourin / Ein langes Leben lang (Decca)
- 1969: Gar kein Problem / Laß die Träume (Decca)
- 1969: Nimm dir Zeit / Jeder Tag, der beginnt (Decca)
- 1972: Wo ist Liebe / Was auch kommt, was auch wird (als "Alisa Gabbai") (Metronome)
- 1973: Siehst du nicht, hörst du nicht / Lieder der Illusion (als "Alisa Gabbai") (Metronome)